# رینجیت
رینجیت (انگلیسی: Ranjith؛ زادهٔ ۵ سپتامبر ۱۹۶۴) کارگردان فیلم، فیلم‌نامه‌نویس، هنرپیشه اهل هند است.
از فیلم‌ها یا برنامه‌های تلویزیونی که وی در آن نقش داشته‌است می‌توان به گل‌مور اشاره کرد.
وی همچنین برندهٔ جوایزی همچون جایزه فیلم‌فیر جنوب شده‌است.